# Kupang
Kupang est une ville d'Indonésie dans la partie occidentale de l'île de Timor. C'est la capitale de la province indonésienne des petites îles de la Sonde orientales. Elle a le statut de kota.
Kupang est aussi le chef-lieu du kabupaten de Kupang qui entoure la ville mais constitue une entité administrative distincte.
La ville est le siège de l'archidiocèse de Kupang avec la cathédrale du Christ-Roi de Kupang.

## Histoire
Kupang est une ancienne principauté. En 2007, le prince en place continue d'être une personnalité respectée par la population locale.

## Personnalités liées à la ville
- Datus Hilarion Lega, Évêque de Manokwari-Sorong, née en 1956

## Divisions administratives
Elle est divisée en 4 kecamatans :
- Alak
- Maulafa
- Oebobo
- Kelapa Lima

## Transport
La ville est desservie par l'aéroport El Tari (code AITA : KOE) situé à l'est de la ville.

## Galerie

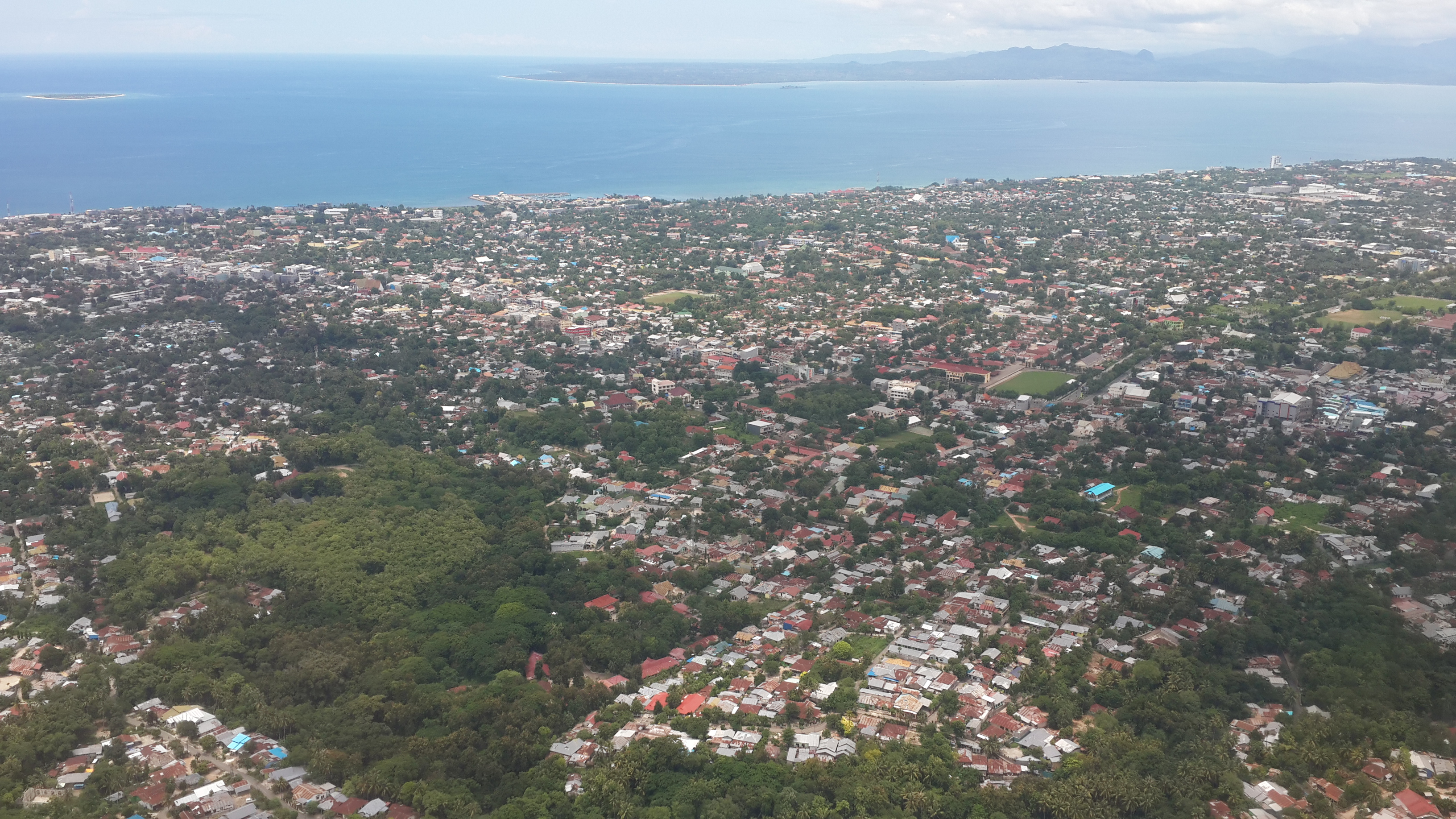
Vue aérienne de Kupang
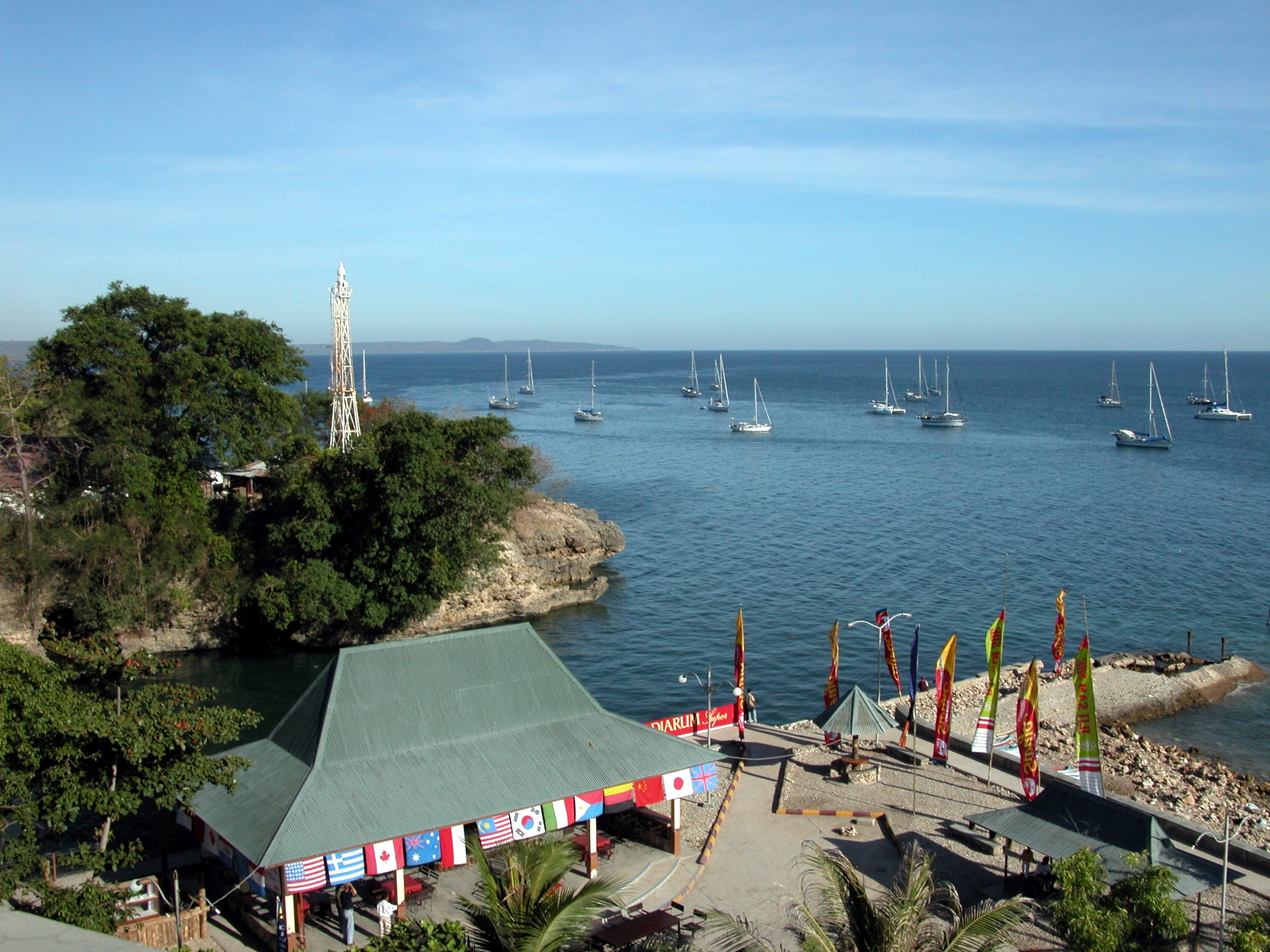
Le phare de Kupang et l'ancrage
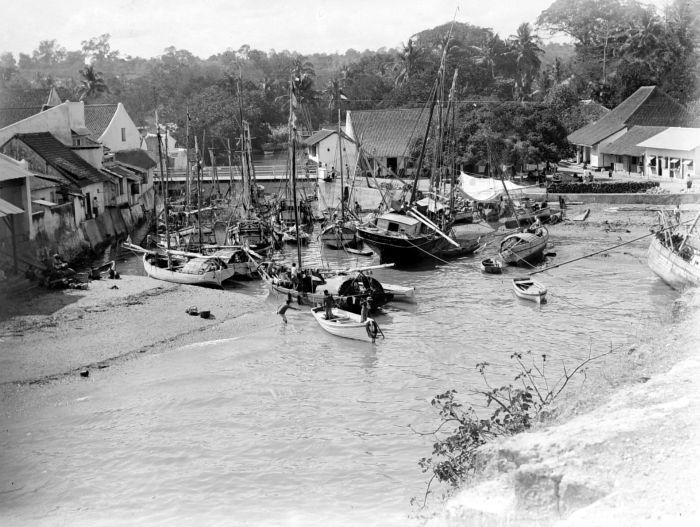
Le port de Kupang (vers 1900)
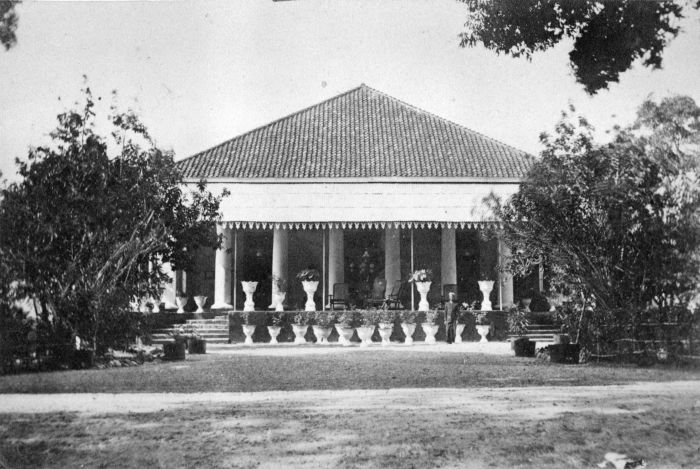
Demeure du resident de Timor (vers 1900)
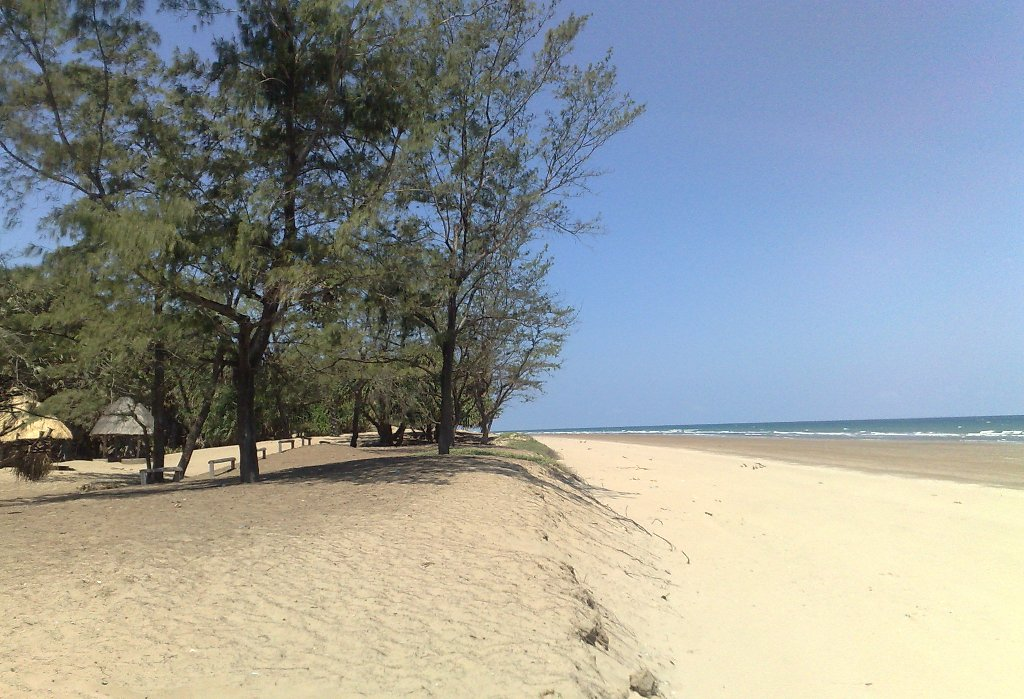
La plage d'Oetune